# Kolposkopija
Kolposkopija je dijagnostički postupak u medicini u kojem se pomoću optičkog instrumenta, kolposkopa, pod različnitim povećanjima i osvjetljenjima mogu pregledati stidnica, rodnica i vrat maternice. 
Najveću primjenu kolposkopija ima u otkrivanju premalignih i malignih promjena (tumora) u sluznici ženskih spolnih organa. Pregled kolposkopom ispitivaču omogućuje povećani pogled, kako bi mogao razlikovati novotvorinske promjene od ostalih i precizno uzeti uzorak biopsijom za točniju analizu.  
Uz povećanja kolposkop sadrži i različite filtere svjetla koji mu omogućuju gledanje pod zelenim ili crvenim svjetlom. Pregled kolposkopom može se nadopuniti bojanjem sluznice različitim bojama.
Različito svjetlo omogućuje bolju izraženost određenih struktura, a različite stanice (nenormalne) različito se boje određenim bojama (npr. lugol-jod)
Pretragu je prvi počeo koristiti njemački liječnik Hans Hinselmann 1925.g.